# Hyundai Ioniq 6
Der Hyundai Ioniq 6 ist eine batterieelektrisch angetriebene Limousine des südkoreanischen Herstellers Hyundai.

## Geschichte
Das Modell wurde bereits im März 2020 als Studie Prophecy Concept angekündigt. Ende Juni 2022 erfolgte die Präsentation des Designs des Serienfahrzeugs, das Anfang 2023 auf den Markt kam. Am 14. Juli 2022 wurden die technischen Daten veröffentlicht. Einen Ausblick auf eine Sportversion der Baureihe zeigte der Hersteller auf dem N-Day im Juli 2022 mit dem Konzeptfahrzeug RN22e, das den Antrieb aus dem Kia EV6 GT übernimmt.

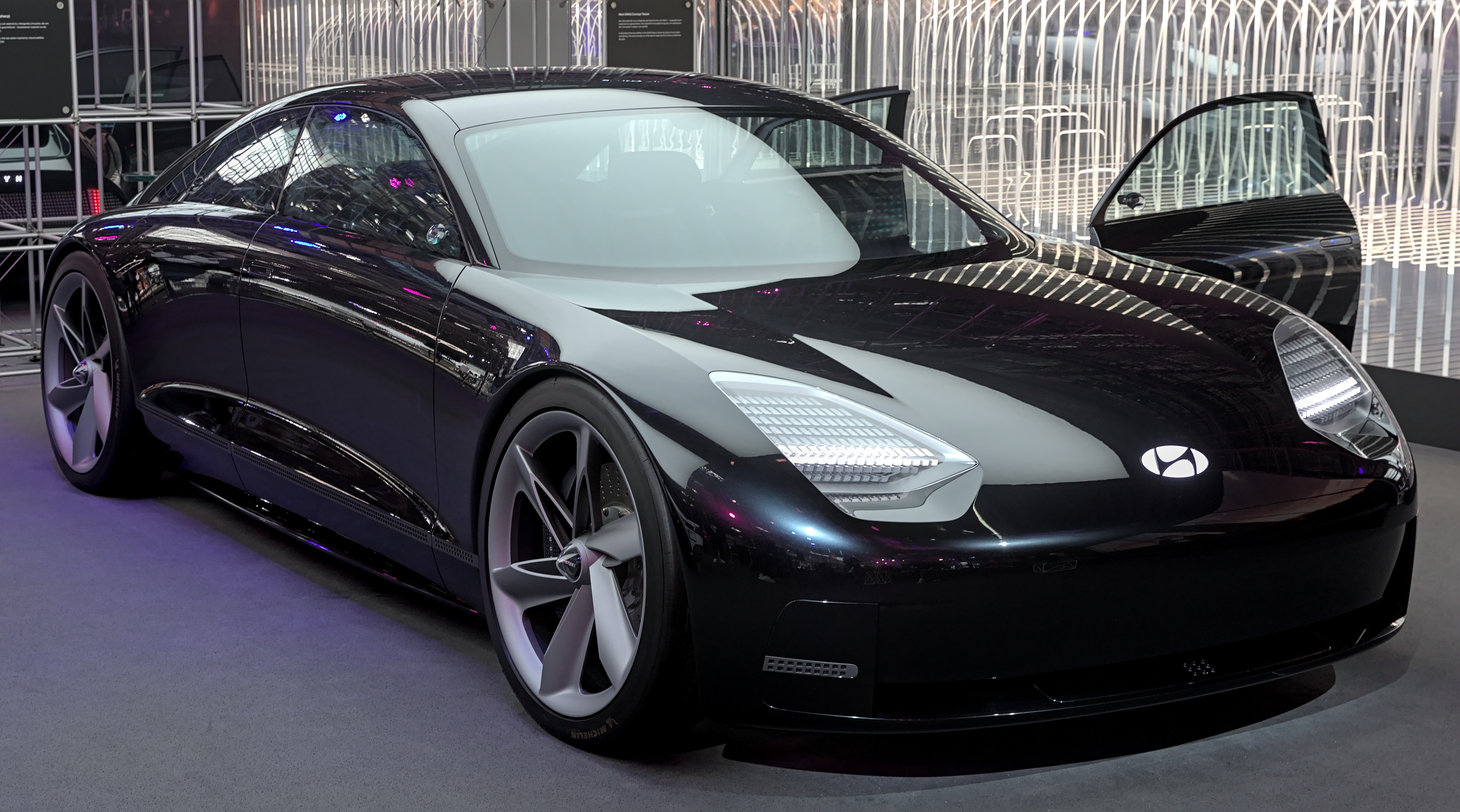
Hyundai Prophecy Concept
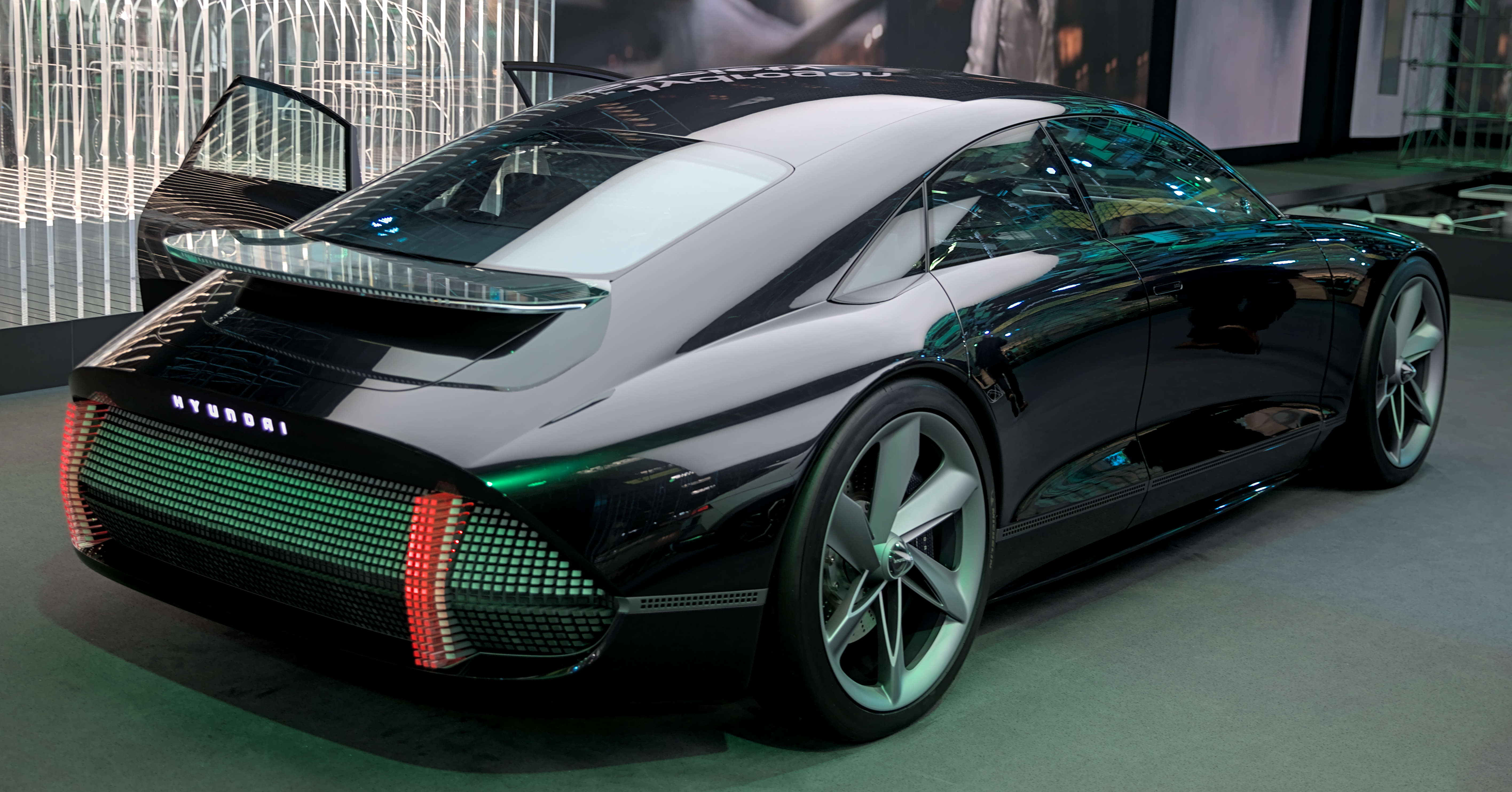
Heckansicht
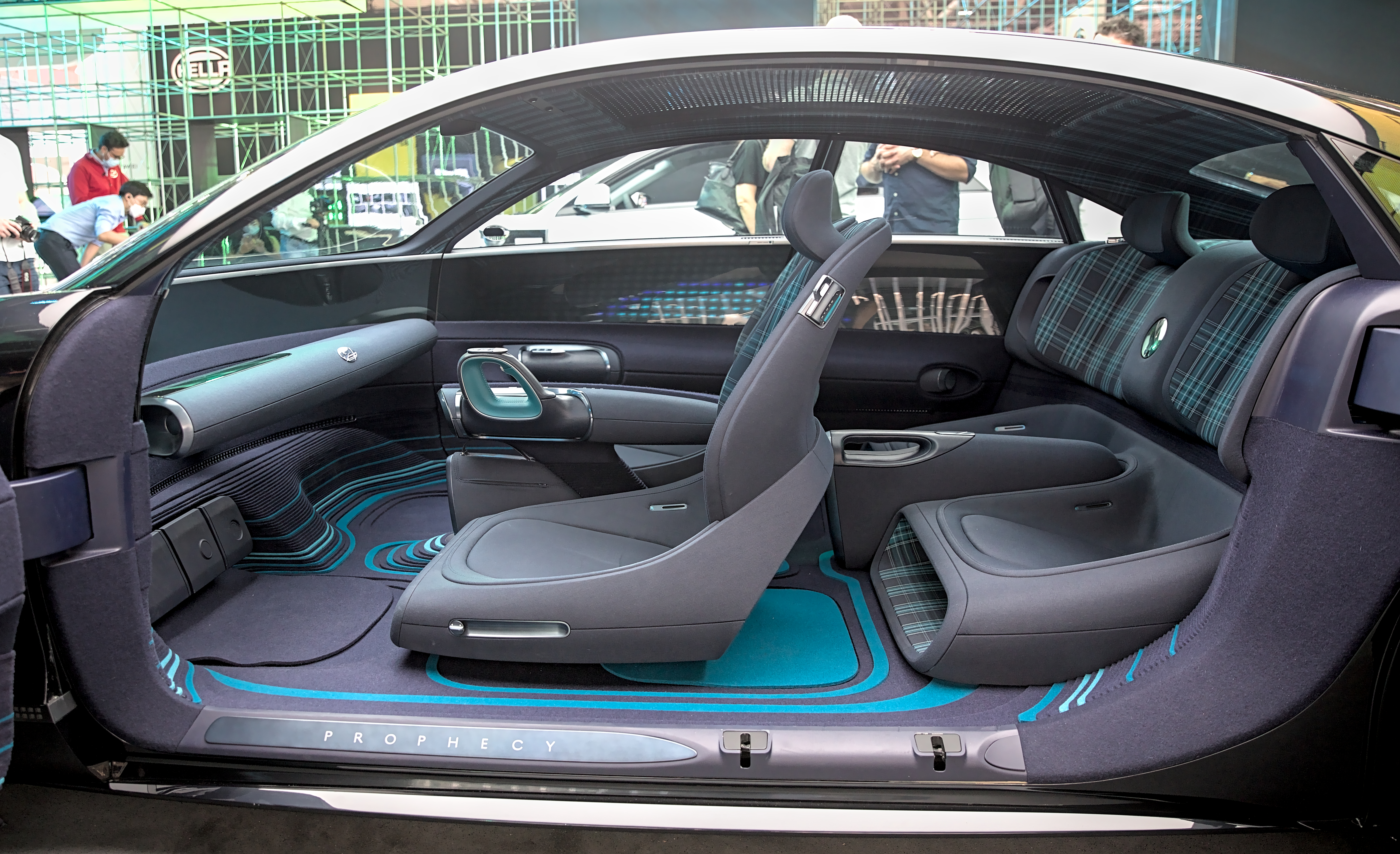
Innenansicht

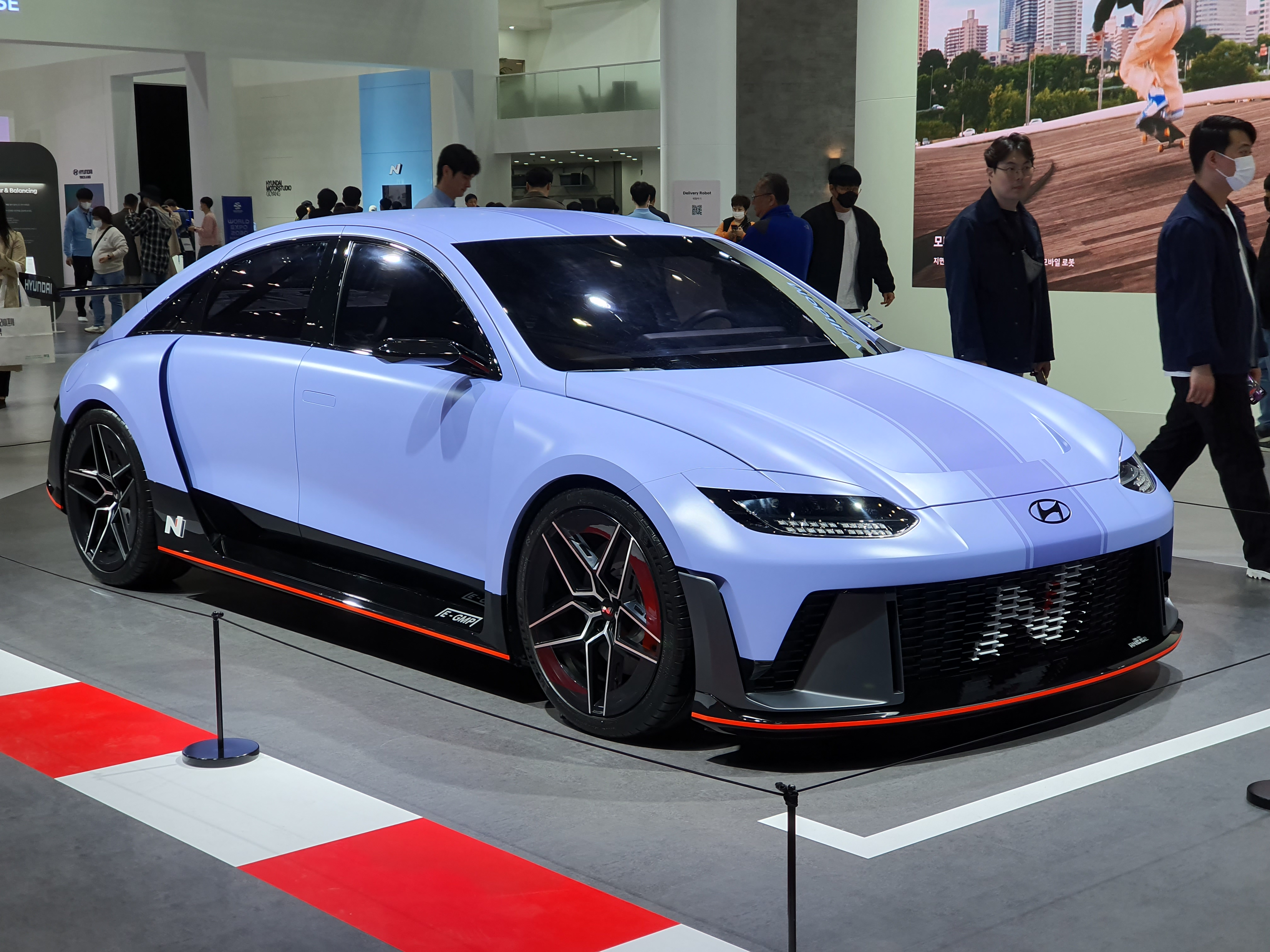
Hyundai RN22e
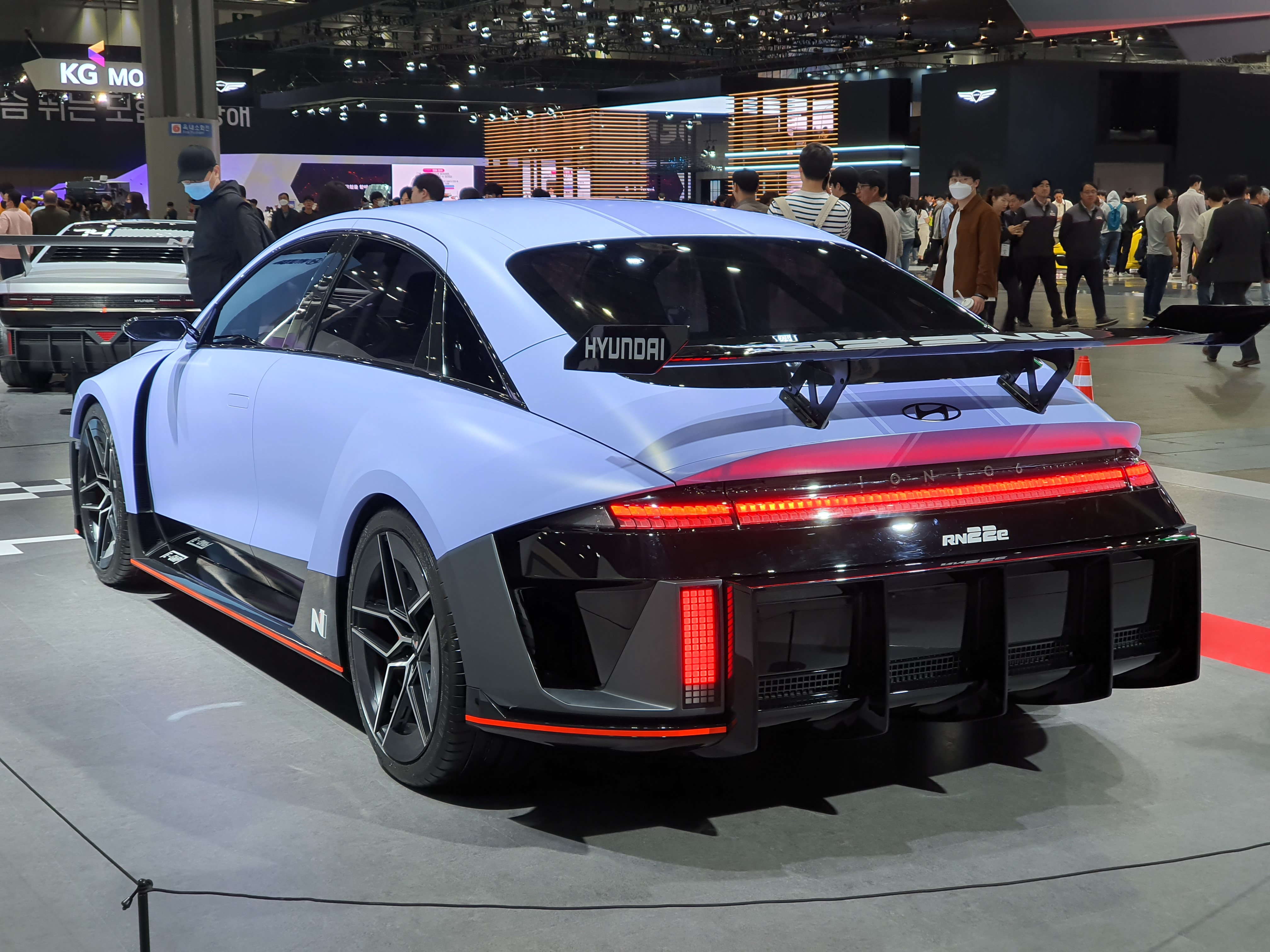
Heckansicht

Die sportlich-elegante Stromlinienführung der Konzeptstudie konnte nicht in allen Bereichen übernommen werden. So fallen die Fensterflächen größer aus, das Dach verläuft nicht ganz so flach. Der Radstand beträgt fast 3 Meter. Neben 18-Zoll-Rädern haben höher ausgestattete Versionen meist 20-Zoll-Räder. Die Gestaltung des Hecks mit den horizontal ausgerichteten Pixel-Design-Rückleuchten orientiert sich eher am Hyundai Ioniq 5. Es werden zwölf Lackierungen angeboten, darunter die drei matten Farbtöne Gold, Grau und Grün. Eine überarbeitete Version des Ioniq 6 wurde auf der Seoul Mobility Show im April 2025 vorgestellt. Das Topmodell N präsentierte Hyundai auf dem Goodwood Festival of Speed im Juli 2025.

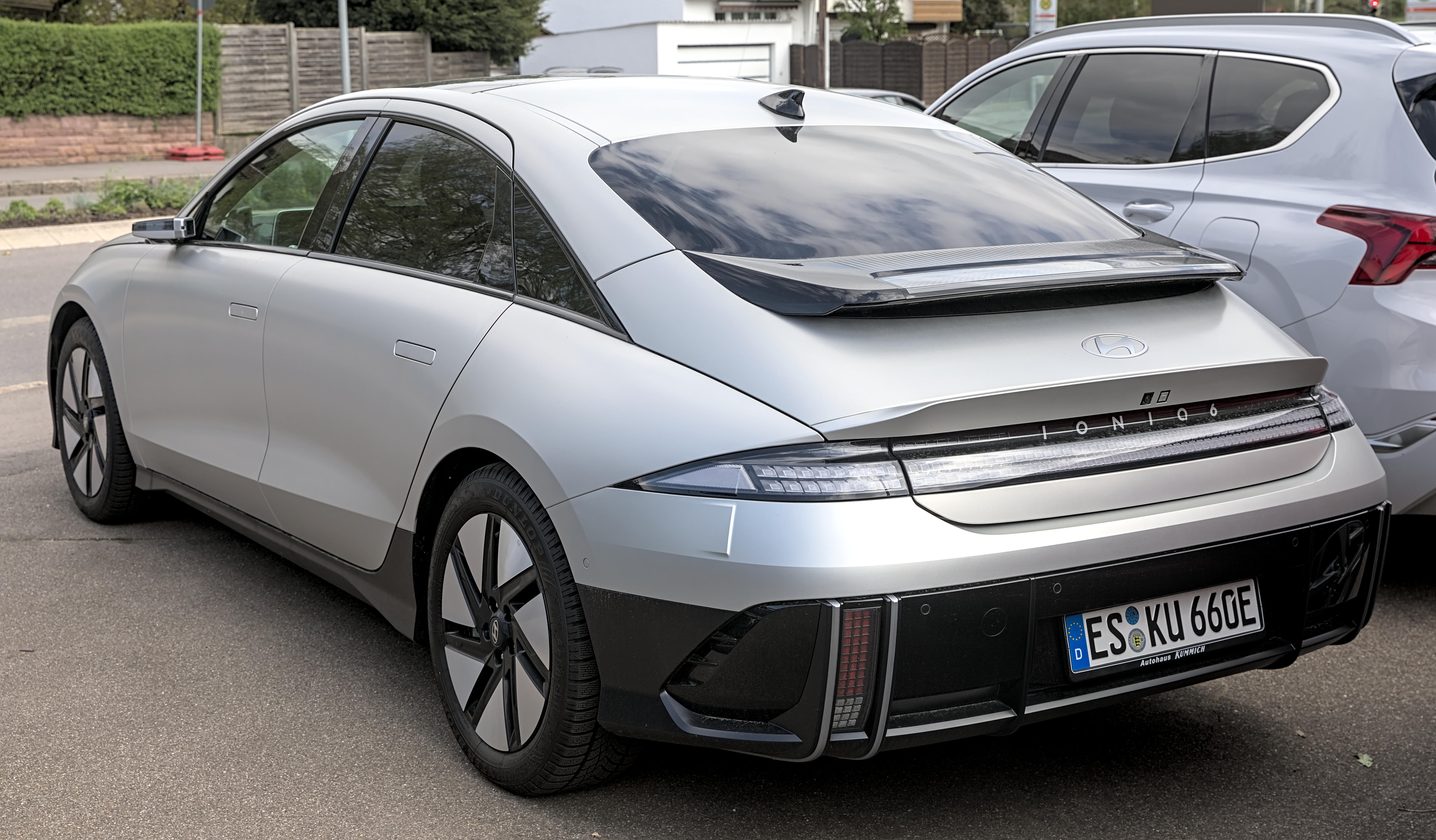
Heckansicht
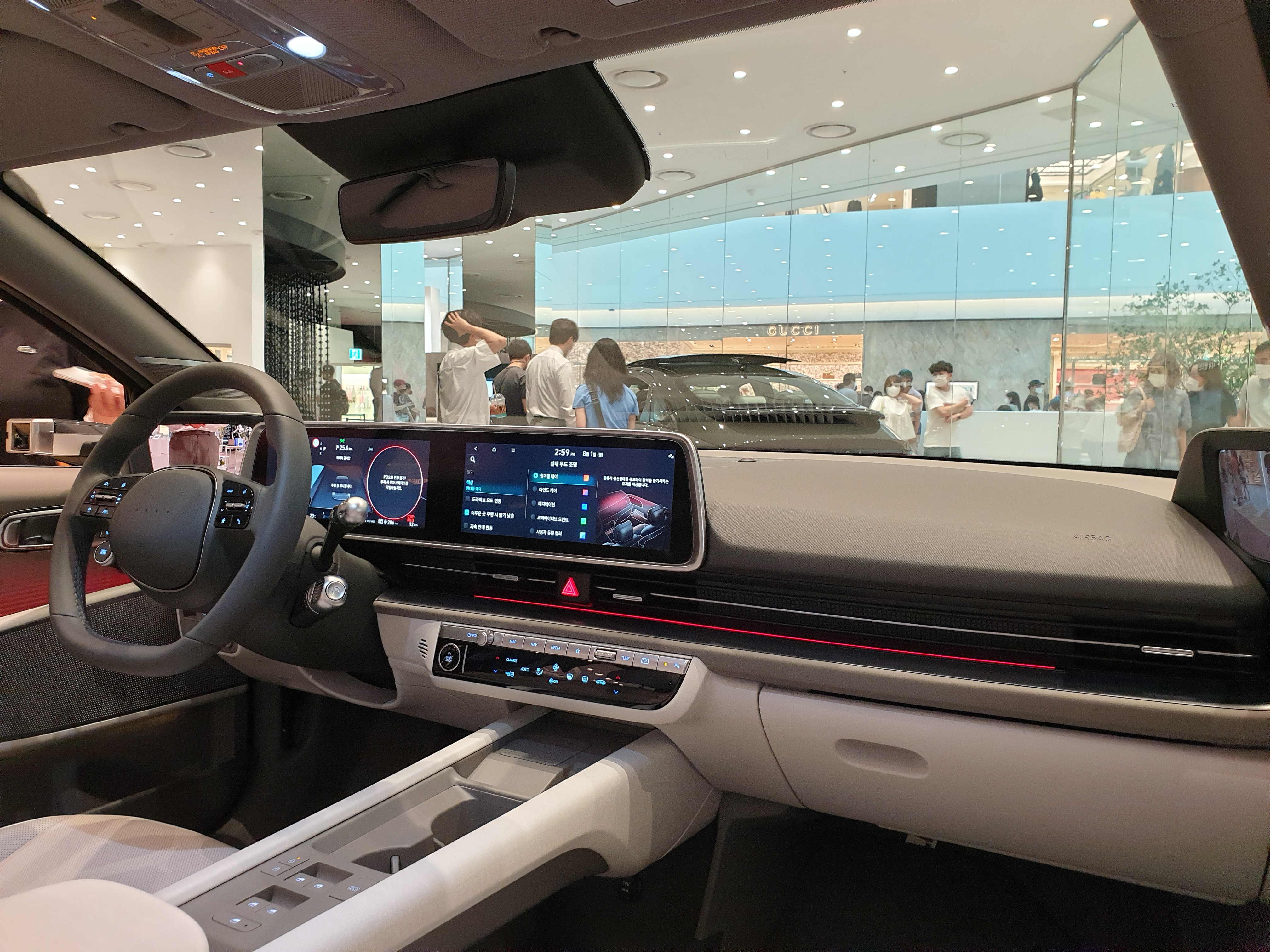
Innenansicht
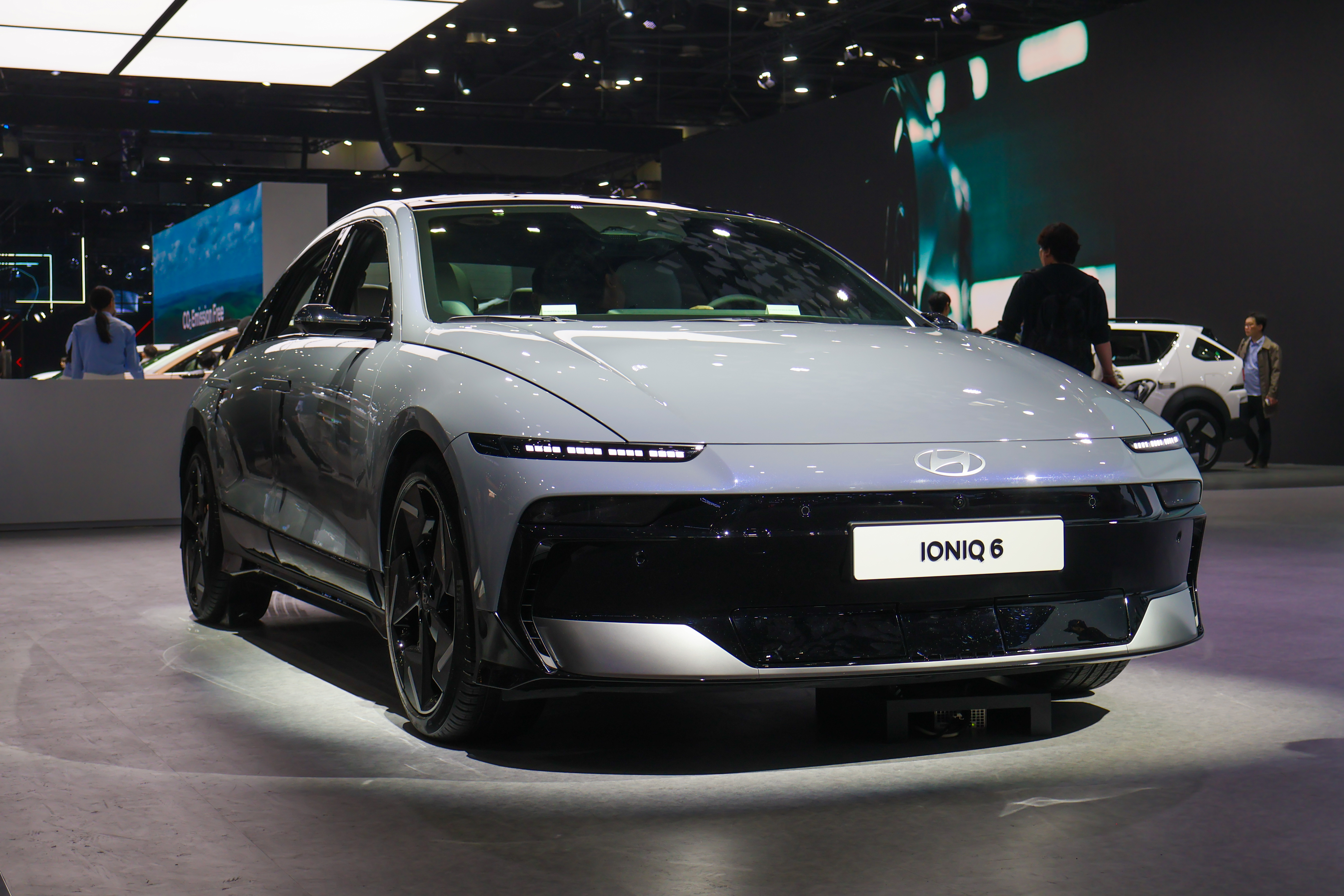
Hyundai Ioniq 6 (ab 2025)
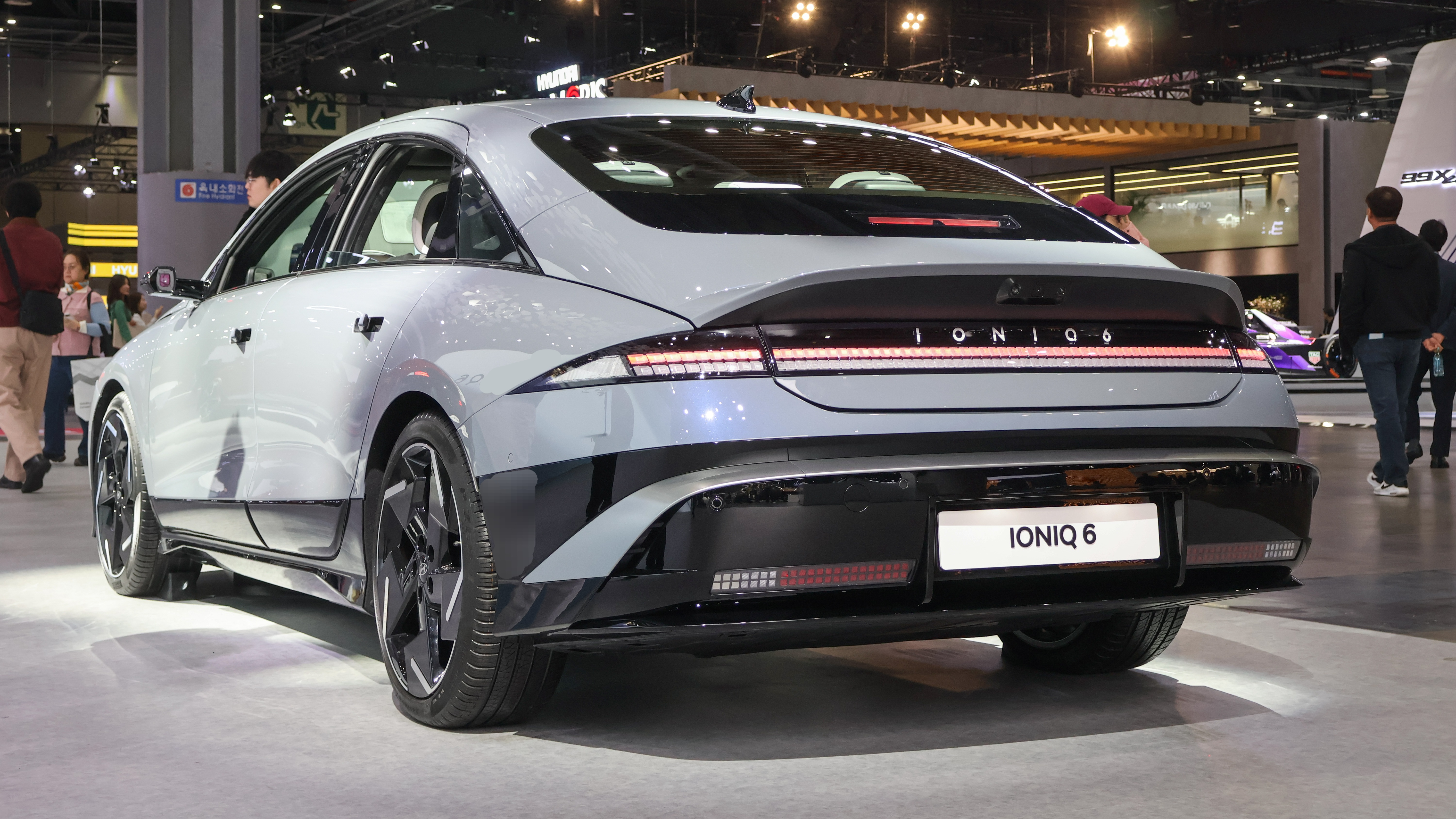
Heckansicht

## Technik
Der vom Chef-Designer Luc Donckerwolke 2020 angekündigte cW-Wert von 0,20 wurde mit 0,21 nicht ganz erreicht.
Der Ioniq 6 basiert wie auch der Ioniq 5 auf der Plattform E-GMP. Ähnlich wie die anderen Modelle auf dieser Plattform kann das Auto in 18 Minuten von 10 auf 80 Prozent aufgeladen werden und es stehen verschiedene Akkugrößen, Antriebsarten, die Schnellladetechnik mit 800 V Nennspannung und bidirektionales Laden (Vehicle-to-Load) bis 3,6 kW AC zur Verfügung. Der 77,4-kWh-Akku soll in Verbindung mit Heckantrieb eine WLTP-Reichweite von 614 km ermöglichen. Angetrieben wird das Fahrzeug von einem Elektromotor an der Hinterachse mit 111 kW (151 PS) oder 168 kW (229 PS), das Spitzenmodell bietet einen weiteren Elektromotor an der Vorderachse und verfügt über eine Systemleistung von 239 kW (325 PS) sowie 605 Nm Drehmoment. Dadurch wird eine Beschleunigung von 0 auf 100 km/h in 5,1 Sekunden ermöglicht. Mit dem kleineren 53 kWh-Akku, 18 Zoll großen Rädern und Heckantrieb soll der Stromverbrauch bei nur 13,9 kWh/100 km liegen.
Im Innenraum werden nachhaltige Materialien eingesetzt, unter anderem eine Bio-Kautschuk-Mischung für das Armaturenbrett, Bio-Lack aus Pflanzenölen für die Türverkleidungen und recycelte Fischernetze für den Teppich; die Sitzbezüge bestehen aus recyceltem PET-Gewebe oder ökologisch behandeltem Leder.
Individuell einstellbar sind Lenkkraft, abrufbare Motorleistung, die Empfindlichkeit des Fahrpedals sowie ein manuell zuschaltbarer Allradantrieb, sofern vorhanden. Weiterhin kommen zwei 12 Zoll große Displays für das digitale Cockpit und das Infotainment-System zum Einsatz. Ein autonomer Notbremsassistent mit Fußgänger- und Radfahrererkennung (FCA) gehört zur Grundausstattung, in höheren Ausstattungen sind weitere Assistenzsysteme erhältlich, die einerseits das teilautonome Fahren auf Autobahnen ermöglichen und andererseits Kollisionen in verschiedenen Situationen verhindern sollen. Zudem ist der Ioniq 6 das erste Modell des Herstellers, das ab dem Marktstart Over-the-air-Updates erhält.
Im N beträgt der cW-Wert 0,27. Diese Version nutzt einen 84-kWh-Akku mit einem Normverbrauch nach WLTP von 21,2 kWh. Die elektrische Reichweite wird mit 448 km angegeben. Zwei Elektromotoren erreichen eine Gesamtleistung von 448 kW (609 PS). Per sogenanntem N Grin Boost kann die maximale Leistung für zehn Sekunden auf 478 kW (650 PS) erhöht werden. Aus dem Stand auf 100 km/h soll die N-Version in 3,2 Sekunden beschleunigen. Die Höchstgeschwindigkeit gibt Hyundai mit 257 km/h an.

## Sicherheit
Im Herbst 2022 wurde der Hyundai Ioniq 6 vom Euro NCAP auf die Fahrzeugsicherheit getestet. Er erhielt fünf von fünf möglichen Sternen.

## Technische Daten
|                                                | Ioniq 6                                 | Ioniq 6                                 | Ioniq 6                                 | Ioniq 6                                 |
| Modell                                         | 53 kWh 2WD (1)                          | 77,4 kWh 2WD                            | 77,4 kWh 4WD                            | N                                       |
| ---------------------------------------------- | --------------------------------------- | --------------------------------------- | --------------------------------------- | --------------------------------------- |
| Bauzeitraum                                    | seit 12/2022                            | seit 12/2022                            | seit 11/2022                            | ab Herbst 2025                          |
| Motorkenndaten                                 |                                         |                                         |                                         |                                         |
| Motortyp                                       | Elektromotor hinten                     | Elektromotor hinten                     | Elektromotor vorne und hinten           | Elektromotor vorne und hinten           |
| Motorbauart                                    | permanentmagneterregte Synchronmaschine | permanentmagneterregte Synchronmaschine | permanentmagneterregte Synchronmaschine | permanentmagneterregte Synchronmaschine |
| max. Leistung                                  | 111 kW (151 PS)                         | 168 kW (229 PS)                         | 239 kW (325 PS)                         | 478 kW (650 PS)                         |
| max. Drehmoment                                | 350 Nm                                  | 350 Nm                                  | 605 Nm 255 Nm vorn + 350 Nm hinten      | 770 Nm                                  |
| Kraftübertragung                               |                                         |                                         |                                         |                                         |
| Antriebsart                                    | Heckantrieb                             | Heckantrieb                             | Allradantrieb                           | Allradantrieb                           |
| Getriebe                                       | Eingang-Getriebe                        | Eingang-Getriebe                        | Eingang-Getriebe                        | Eingang-Getriebe                        |
| Antriebsbatterie                               |                                         |                                         |                                         |                                         |
| Zellchemie                                     | Nickel-Mangan-Cobalt-Akkumulator (NMC)  | Nickel-Mangan-Cobalt-Akkumulator (NMC)  | Nickel-Mangan-Cobalt-Akkumulator (NMC)  | Nickel-Mangan-Cobalt-Akkumulator (NMC)  |
| Energieinhalt                                  | 53,0 kWh                                | 77,4 kWh                                | 77,4 kWh                                | 84,0 kWh                                |
| Messwerte                                      |                                         |                                         |                                         |                                         |
| Leergewicht mit Fahrer                         | 1775–1833 kg                            | 1910–1986 kg                            | 2020–2096 kg                            |                                         |
| zulässiges Gesamtgewicht                       | 2280 kg                                 | 2410 kg                                 | 2520 kg                                 |                                         |
| Anhängelast, ungebremst / gebremst bis 12 %    | 750 kg / 750 kg                         | 750 kg / 1500 kg                        | 750 kg / 1500 kg                        | —                                       |
| Höchstgeschwindigkeit                          | 185 km/h                                | 185 km/h                                | 185 km/h                                | 257 km/h                                |
| Beschleunigung, 0–100 km/h                     | 8,8 s                                   | 7,4 s                                   | 5,1 s                                   | 3,2 s                                   |
| Energieverbrauch auf 100 km (WLTP, kombiniert) | 13,9 kWh                                | 14,3 kWh                                | 15,1 kWh                                | 21,2 kWh                                |
| Max. Ladeleistung (AC)                         | 11 kW                                   | 11 kW                                   | 11 kW                                   | 11 kW                                   |
| Max. Ladeleistung (DC)                         | 180 kW                                  | 240 kW                                  | 240 kW                                  | 260 kW                                  |
| Reichweite nach WLTP                           | 429 km                                  | 545–614 km                              | 519–583 km                              | 448 km                                  |

## Absatzzahlen

### Weltweite Verkaufszahlen
2024 wurde der Hyundai Ioniq 6 weltweit 27.934 mal verkauft.
|  |

|  |

|  |

|  |

|  |

|  |

|  |

|  |

|  |

|  |

|  |

|  |

|  |

|  |

|  |

|  |

|  |

|  |

|  |

|  |

|  |

|  |

|  |

|  |

|  |

|  |

|  |

|  |

|  |

|  |

|  |

|  |

|  |

|  |

|  |

|  |

|  |

|  |

|  |

|  |

|  |

|  |

|  |

|  |

|  |

|  |

|  |

|  |

|  | Ioniq 6 (97.579) |

|  | Ioniq 6 (97.579) |

### Zulassungszahlen in Deutschland
Seit dem Marktstart bis einschließlich Dezember 2024 sind in der Bundesrepublik Deutschland insgesamt 8.051 Hyundai Ioniq 6 neu zugelassen worden. Davon hatten 3.106 Modelle Allradantrieb.
| 3.352 \| \| |
|             |

|  |

| 2.237 \| \| |
|             |

|  |

| 3.352 \| \| |
|             |

|  |

| 2.237 \| \| |
|             |

|  |

| 1.593 \| \| |
|             |

|  |

| 869 \| \| |
|           |

|  |

| 1.593 \| \| |
|             |

|  |

| 869 \| \| |
|           |

|  |

| 3.352 \| \| |
|             |

|  |

| 2.237 \| \| |
|             |

|  |

| 3.352 \| \| |
|             |

|  |

| 2.237 \| \| |
|             |

|  |

| 1.593 \| \| |
|             |

|  |

| 869 \| \| |
|           |

|  |

| 1.593 \| \| |
|             |

|  |

| 869 \| \| |
|           |

|  |

| 3.352 \| \| |
|             |

|  |

| 2.237 \| \| |
|             |

|  |

| 3.352 \| \| |
|             |

|  |

| 2.237 \| \| |
|             |

|  |

| 1.593 \| \| |
|             |

|  |

| 869 \| \| |
|           |

|  |

| 1.593 \| \| |
|             |

|  |

| 869 \| \| |
|           |

|  |

| 3.352 \| \| |
|             |

|  |

| 2.237 \| \| |
|             |

|  |

| 3.352 \| \| |
|             |

|  |

| 2.237 \| \| |
|             |

|  |

| 1.593 \| \| |
|             |

|  |

| 869 \| \| |
|           |

|  |

| 1.593 \| \| |
|             |

|  |

| 869 \| \| |
|           |

|  |

|  | Hinterradantrieb (4.945) |

|  | Hinterradantrieb (4.945) |

|  | Allradantrieb (3.106) |

|  | Allradantrieb (3.106) |